# 歐扎克 (伊利諾伊州)
歐扎克（英語：Ozark）是位於美國伊利諾伊州約翰遜縣的一個村落。

## 地理
歐扎克的座標為37°32′33″N 88°45′46″W / 37.54250°N 88.76278°W，而該地最高點為海拔高度210米（即689英尺）。

## 人口
根據2010年美國人口普查的數據，歐扎克的面積為5.00平方千米，當中陸地面積為5.00平方千米，而水域面積為5.00平方千米。當地共有人口500人，而人口密度為每平方千米100人。